# Pippo Pagano
Giuseppe Pagano detto Pippo (Malvagna, 26 giugno 1951) è un politico italiano.
È stato vicepresidente nazionale dell'AICCRE (Consiglio dei Comuni e delle Regioni d'Europa).

## Biografia
Già dipendente dell'Azienda sanitaria provinciale di Catania, fu eletto consigliere comunale a Giarre nel 1980, per poi ricoprire le cariche di assessore, vicesindaco e sindaco.
Nel 1994 è stato eletto consigliere provinciale di Catania, divenendo poi presidente dello stesso Consiglio dal 2003 al 2008. Dal 2008 al 2012 è stato assessore al Bilancio della Provincia di Catania.

### Elezione a senatore
Alle elezioni politiche del 2013 viene eletto al Senato della Repubblica, in regione Sicilia, nelle liste del Popolo della Libertà.
Il 16 novembre 2013, con la sospensione delle attività del Popolo della Libertà, aderisce al Nuovo Centrodestra guidato da Angelino Alfano.
Il 18 marzo 2017, con lo scioglimento del Nuovo Centrodestra, confluisce in Alternativa Popolare.
In occasione delle elezioni regionali in Sicilia del 2017 assieme ad altri esponenti di Alternativa Popolare sostiene il candidato del centro-destra Nello Musumeci, a discapito del candidato ufficiale del suo partito e del centro-sinistra Fabrizio Micari.